# Retratos de una obsesión
Retratos de una obsesión es una película estadounidense de 2002 escrita y dirigida por Mark Romanek y protagonizada por Robin Williams. También actúan Connie Nielsen, Michael Vartan, Gary Cole y Eriq La Salle. Williams ganó el premio Saturn al mejor actor en 2003 por su trabajo en esta película.

## Argumento
Seymour «Sy» Parrish (Robin Williams) es un técnico en un laboratorio fotográfico en una tienda de revelado en «SavMart» en los suburbios de Los Ángeles, donde vive su depresiva vida solo. Todos los días trabaja para asegurar que sus clientes reciban la mejor calidad en sus fotos; su vida es realmente su trabajo, ya que no tiene nada o nadie por quien volver a casa cada día. Entre sus clientes están la familia Yorkin, formada por William (Michael Vartan), Nina (Connie Nielsen) y su hijo Jake (Dylan Smith). Sy ha revelado sus fotos durante años y, con el tiempo, ha desarrollado una obsesión con la familia. Admira su felicidad y su opulencia, memoriza cada detalle acerca de ellos que puede aprender y finalmente comienza a acecharlos. Sobre todo, fantasea creyéndose un miembro de la familia y compartiendo el amor que cree que ellos deben sentir. Sin embargo, Sy es dolorosamente tímido, y sus intentos de acercarse a la familia son rechazados gentilmente.
Sy descubre que William está teniendo un romance y su concepción de los Yorkin como la «perfecta» familia amorosa es completamente destruida. Sy empieza a odiar y envidiar a William, quien tiene todo lo que Sy desea, pero no se preocupa por ello. Sy comienza a tener problemas con su jefe, Bill Owens (Gary Cole), primero por un altercado en la tienda con el técnico de servicio del laboratorio de revelado y luego cuando su jefe descubre que Sy ha estado revelando fotos sin reportarlo y que regaló una cámara desechable a Jake para su cumpleaños. Luego de ser despedido, Sy acecha a la hija de Owens y hace que la policía descubra lo que ha hecho. Mientras los detectives Van Der Zee (Eriq La Salle) y Outerbridge (Clark Gregg) descubren la obsesión de Sy, este confronta a William y su amante, Maya (Erin Daniels), mientras están haciendo el amor en un hotel, con un cuchillo y una cámara y los obliga a tener sexo mientras el toma fotografías. Durante el proceso, la amante de William entra en pánico y Sy reacciona violentamente. Luego de esto, Sy descubre que la policía llegó al hotel y trata de escapar. La alarma es activada y Van Der Zee persigue a Sy mientras Outerbridge descubre a un atormentado William Yorkin y a su amante. Cuando Sy trata de abandonar el hotel, es arrestado.
En la escena final de la película, ambientada en un cuarto de interrogación policial, el detective Van Der Zee le pregunta a Sy por qué él aterrorizó a los Yorkin. Sy revela indirectamente que su padre le hizo hacer «cosas desagradables y enfermas que ningún niño debería hacer nunca». La implicación, confirmada por el director Romanek, es que el padre de Sy lo explotó para pornografía infantil y que esto provocó su soledad y su obsesión con la fotografía. Sy no puede entender como William, como el padre perfecto, estaba determinado a destruir a su familia. Mientras el detective se prepara para tomar su confesión, Sy pide las fotos que tomó en el hotel, las que el detective describe como pruebas. Estas parecen ser fotos de objetos caseros y decorados de interiores que él tomó en un rollo separado antes del incidente del hotel (posiblemente una alusión a su declaración al inicio de la película: «Las cosas pequeñas son las que hacen la película de nuestras vidas»).
El filme cierra con una fotografía de la familia Yorkin junto a Sy. Romanek dijo en los comentarios del DVD que la foto simboliza un final abierto y que al público le corresponde decidir si la imagen solo existe en la mente de Sy o si la familia Yorkin está agradecida con él por haberlos salvado al exponer el romance de Will.

## Lanzamiento y recepción
Tras su lanzamiento, Retratos de una obsesión recibió críticas positivas en su mayoría, recibiendo alabanzas de Roger Ebert, Leonard Maltin y otros críticos renombrados.[cita requerida]
El lanzamiento limitado de la película fue el 21 de agosto de 2002 en siete salas de proyección, alcanzado una impresionante recaudación de $321.515 en su primer fin de semana, para un promedio de $45.930 por teatro. Su lanzamiento no limitado inició el 13 de septiembre en 1.212 teatros, un número relativamente bajo. A pesar de esto, el filme recaudó más de $8 millones durante ese fin de semana y llegó a recibir $31.597.131 en los Estados Unidos, además de $20.626.175 en el extranjero, para un total de $52.223.306. Aunque no fue una bomba en la taquilla, se puede decir que es un éxito, considerando su modesto presupuesto de $12 millones.
Robin Williams recibió el Premio Saturn por su representación de Sy.

## Reparto
- Robin Williams — Seymour «Sy» Parrish
- Connie Nielsen — Nina Yorkin
- Michael Vartan — Will Yorkin
- Dylan Smith — Jake Yorkin
- Gary Cole — Bill Owens
- Eriq La Salle — Detective James Van Der Zee
- Clark Gregg — Detective Paul Outerbridge
- Erin Daniels — Maya Burson